# ポーク・サラダ・アニー
「ポーク・サラダ・アニー」（Polk Salad Annie）は、トニー・ジョー・ホワイトが1968年に発表した楽曲。

## 概要
トニー・ジョー・ホワイトはルイジアナ州ウェストキャロル郡オーク・グローブに7人きょうだいの末っ子として生まれ、18歳まで南部の奥地で育った。その頃の体験を元にホワイトは本作品を書いた。彼は「ポーク・サラダ・アニー」と「雨のジョージア（Rainy Night in Georgia）」を書いたきっかけについて次のように証言している
録音は1968年5月16日、ナッシュビルのRCAスタジオBで行われた。のちに「I Can Help」のヒットを飛ばすシンガーソングライターのビリー・スワンがプロデューサーを務め、バーゲン・
ホワイトがアレンジャーを務めた。レコーディングにはノーバート・パットナム（ベース）、ジェリー・キャリガン（ドラムズ）、デヴィッド・ブリッグス（オルガン）らが参加した。
同年8月にシングルとして発売されるが売れ行きは芳しくなく、チャートインするまでに9か月かかった。そしてついに1969年8月23日付のビルボード・Hot 100で8位に到達。ビルボードの1969年の年間チャートでも77位を記録した。同年に発売されたファースト・アルバム『Black and White』に収録された。
エルヴィス・プレスリーのカバー・バージョンもよく知られる。1970年6月発売のライブ・アルバム『エルヴィス・オン・ステージVol.2（On Stage）』に収録され、同年11月公開の映画『エルビス・オン・ステージ』でリハーサルとステージの演奏の両方が収録された。前者のアルバムの録音の多くが行われた1970年2月のラスベガスのコンサートにプレスリーはホワイトを招待し、ホワイトはそのあいだ楽屋でプレスリーと会う機会を得た。